# Eugen Nicolicea
Eugen Nicolicea (ur. 6 czerwca 1956 w Traianie) – rumuński polityk i inżynier, długoletni deputowany, w latach 2014–2015 minister delegowany.

## Życiorys
Z wykształcenia inżynier, w 1982 ukończył studia na wydziale elektroniki Institutul Politehnic „Traian Vuia” w Timișoarze. W późniejszych latach studiował prawo w systemie kształcenia na odległość na Universitatea Spiru Haret. Pracował m.in. jako inżynier w stoczni w miejscowości Drobeta-Turnu Severin i kierownik laboratorium w przedsiębiorstwie IIRUC.
Zaangażował się w działalność polityczną w ramach formacji postkomunistycznej, na bazie której powstała później Partia Socjaldemokratyczna. W latach 1990–1991 był zastępcą burmistrza miasta Drobeta-Turnu Severin. W 1992 po raz pierwszy uzyskał mandat posła do Izby Deputowanych. W niższej izbie rumuńskiego parlamentu zasiadał przez siedem kadencji do 2020. Pełnił funkcje jej kwestora, sekretarza i wiceprzewodniczącego. W 1994 na forum parlamentu nawoływał, by byłego króla Michała I uznać w Rumunii na persona non grata.
W 2009 opuścił PSD, działał w Narodowym Związku na rzecz Rozwoju Rumunii, którego był wiceprzewodniczącym. Od marca 2014 do listopada 2015 zajmował stanowisko ministra delegowanego ds. kontaktów z parlamentem w trzecim i czwartym rządzie Victora Ponty. W 2016 powrócił do Partii Socjaldemokratycznej. W kwietniu 2019 był kandydatem tej partii na ministra sprawiedliwości, zaaprobowania jego nominacji odmówił jednak prezydent Klaus Iohannis.